# Rothsee-Triathlon
Der Rothsee-Triathlon findet seit 1989 jährlich in Mittelfranken im und um den namensgebenden Rothsee statt.

## Organisation
Der Rothsee-Triathlon wird üblicherweise Ende Juni zwei Wochen vor der Challenge Roth (von 1988 bis 2001 Ironman Europe) ausgetragen und konnte von jeher ein internationales Starterfeld aufweisen.
Das Teilnehmerlimit beträgt aktuell 1440 Einzel-Startplätze für die Kurzdistanz am Sonntag zuzüglich 192 Staffelstartplätze sowie 600 Startplätze bei den samstags ausgerichteten Schüler-, Jugend-, Breitensport- und Sprint-Triathlon. Ebenfalls am Samstag der Veranstaltung startet die 2. Bundesliga Süd mit Damen- und Herrenteams.

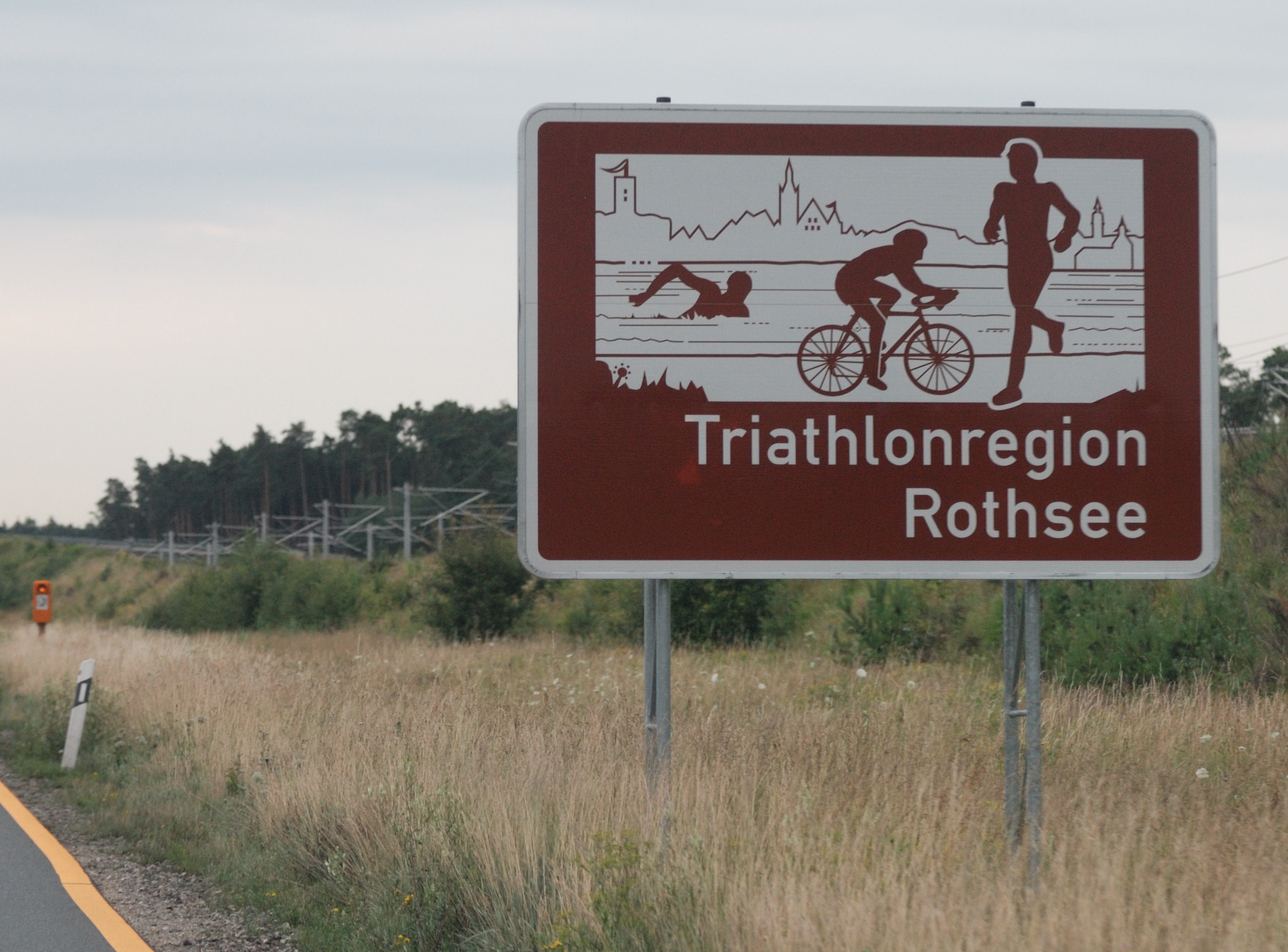
Eine Unterrichtungstafel an der A9 bei Allersberg weist auf die Rothsee-Gegend als Triathlonregion hin (2009)

Der Wettkampf geht über die olympische Distanz:
- 1,5 km Schwimmen (im Rothsee),
- 42 km Radfahren (im südlichen Landkreis Roth, v. a. im Gemeindegebiet von Hilpoltstein) und
- 10 km Laufen (am Rothsee und am Main-Donau-Kanal).

Das Rennen wurde bis 2016 von der Turn- und Sportgemeinschaft 08 Roth (TSG 08 Roth e. V.) als austragender Verein veranstaltet. Seit 2017 trägt die TSG 08 Roth Service GmbH die Verantwortung. Als eingesetzte Geschäftsführer fungieren Frank Kräker und Matthias Fritsch, die auch die beiden Hauptorganisatoren sind. Titelsponsor der Veranstaltung ist aktuell die Memmert GmbH + Co. KG, ein Hersteller von Temperiertechnik aus Schwabach.
Der 30. Rothsee-Triathlon wurde am 16./17. Juni 2018 durchgeführt. Die ursprünglich für den 21. Juni 2020 geplante 32. Austragung wurde im Rahmen der COVID-19-Pandemie abgesagt.

## Siegerliste
Die erfolgreichste Starterin ist Anja Beranek mit neun Siegen (zuletzt 2018) vor der Lokalmatadorin Dagmar Matthes mit fünf Siegen (zuletzt 2005).
Bei den Männern können Andreas Dreitz (zuletzt 2015), Marcus Schattner (zuletzt 2007) und der US-Amerikaner Chris McCormack (zuletzt 2006) auf jeweils vier Siege zurückblicken.
| N ° | Datum/Jahr    | Männer                     | Männer             | Männer                | Frauen              | Frauen            | Frauen              |
| N ° | Datum/Jahr    | Erster Platz               | Zweiter Platz      | Dritter Platz         | Erster Platz        | Zweiter Platz     | Dritter Platz       |
| --- | ------------- | -------------------------- | ------------------ | --------------------- | ------------------- | ----------------- | ------------------- |
| 36  | 22. Juni 2025 | Fabian Kraft               | Tim Frisch         | Jonas Wechsler        | Laura Mederer       | Jordan Tissink    | Janina Krug         |
| 35  | 23. Juni 2024 | Sebastian Neef -3-         | Lukas Stengel      | Tim Frisch            | Rebecca Robisch -2- | Madlen Kappeler   | Laura Mederer       |
| 34  | 18. Juni 2023 | Stefan Betz -2-            | Sebastian Neef     | Nils Lorenz           | Rebecca Robisch     | Julia Skala       | Luisa Moroff        |
| 33  | 19. Juni 2022 | Stefan Betz                | Kilian Bauer       | Tim Frisch            | Magda Nieuwoudt     | Lena Götzenberger | Jelena Helmreich    |
| 32  | 18. Juli 2021 | Sebastian Neef -2-         | Thomas Ott         | Stefan Betz           | Lena Gottwald -2-   | Luisa Moroff      | Anja Ippach         |
| 31  | 23. Juni 2019 | Jonathan Zipf              | Tobias Heining     | Andreas Dreitz        | Lena Gottwald       | Elena Illeditsch  | Astrid Zunner       |
| 30  | 16. Juni 2018 | Frederic Funk -2-          | Jonathan Zipf      | Sebastian Neef        | Anja Beranek -9-    | Lena Gottwald     | Michelle Braun      |
| 29  | 25. Juni 2017 | Frederic Funk              | Sebastian Neef     | Felix Weiß            | Anja Beranek -8-    | Michelle Braun    | Luisa Moroff        |
| 28  | 26. Juni 2016 | Sebastian Neef             | Timo Bracht        | Henry Beck            | Anja Beranek -7-    | Lena Gottwald     | Luisa Moroff        |
| 27  | 28. Juni 2015 | Andreas Dreitz -4-         | Henry Beck         | Lasse Ibert           | Anja Beranek -6-    | Lena Gottwald     | Sabrina Harpaintner |
| 26  | 2014          | Tobias Heining             | Fabian Conrad      | Sebastian Bleisteiner | Anja Beranek -5-    | Astrid Zunner     | Angela Kühnlein     |
| 25  | 30. Juni 2013 | Florian Fink               | Sebastian Neef     | Marcus Schattner      | Tamsyn Hayes        | Dagmar Matthes    | Tamara Zeltner      |
| 24  | 24. Juni 2012 | Andreas Dreitz -3-         | Sebastian Neef     | Tobias Heining        | Anja Beranek -4-    | Renate Forstner   | Wenke Kujala        |
| 23  | 26. Juni 2011 | Andreas Dreitz -2-         | Clemens Coenen     | Thomas Hellriegel     | Anja Ippach -3-     | Kristin Möller    | Dagmar Matthes      |
| 22  | 2010          | Andreas Dreitz             | Dorian Wagner      | Thomas Hellriegel     | Kristin Möller      | Heidi Jesberger   | Dagmar Matthes      |
| 21  | 2009          | Thomas Hellriegel -2-      | Jozsef Major       | Andreas Dreitz        | Anja Ippach -2-     | Wenke Kujala      | Christine Waitz     |
| 20  | 2008          | Thomas Hellriegel          | Swen Sundberg      | Marcus Schattner      | Melanie Hohenester  | Dagmar Matthes    | Christine Waitz     |
| 19  | 2007          | Marcus Schattner -4-       | Bernd Eichhorn     | Till Zupancic         | Wenke Kujala        | Christine Waitz   | Johanna Schicker    |
| 18  | 2006          | Chris McCormack -4-        |                    |                       | Anja Ippach         |                   |                     |
| 17  | 2005          | Chris McCormack -3-        | Markus Schönweis   | Marcus Schattner      | Dagmar Matthes -5-  | Christine Waitz   | Claudia Dorr        |
| 16  | 2004          | Chris McCormack -2-        | Bernd Eichhorn     | Swen Sundberg         | Dagmar Matthes -4-  | Imke Schiersch    | Christine Waitz     |
| 15  | 2003          | Chris McCormack            | Markus Schönweis   | Marcus Schattner      | Dagmar Matthes -3-  | Claudia Dorr      | Christine Waitz     |
| 14  | 2002          | Markus Forster -2-         | Thomas Hellriegel  | Mika Luoto            | Dagmar Matthes -2-  | Wenke Kujala      | Heike Funk          |
| 13  | 2001          | Stefan Holzner             | Markus Forster     | Faris Al-Sultan       | Heike Funk          | Dagmar Matthes    | Claudia Dorr        |
| 12  | 2000          | Thomas Herrmann -2-        | Marcus Schattner   | Bernd Eichhorn        | Annette Haupt       | Sabine Stelter    | Claudia Frank       |
| 11  | 1999          | Rainer Müller-Hörner       | Marcus Schattner   | Thomas Herrmann       | Dagmar Matthes      | Sabine Stelter    | Claudia Dorr        |
| 10  | 1998          | Marcus Schattner -3-       | Bernd Eichhorn     | Thomas Herrmann       | Erika Saxenberger   | Holle Bartosch    | Silke Bergler       |
| 09  | 1997          | Markus Forster             | Marcus Schattner   | Thomas Herrmann       | Sabine Stelter -4-  | Renate Bauer      | Claudia Dorr        |
| 08  | 1996          | Pierre Stöth               | Marcus Schattner   | Markus Schönweis      | Sabine Stelter -3-  | Renate Krietsch   | Claudia Hille       |
| 07  | 1995          | Marcus Schattner -2-       | Markus Schönweis   | Andreas Schönberg     | Ute Mückel          | Sabine Stelter    | Claudia Hille       |
| 06  | 1994          | Marcus Schattner           | Igor Kogoj         | Matthias Rauch        | Susanne Habiger     | Claudia Hille     | Christine Roder     |
| 05  | 1993          | Michael Heiligenthaler -2- | Thomas Herrmann    | Bruce Thomas          | Sabine Stelter -2-  | Birgit Wandratsch | Kerstin Meister     |
| 04  | 1992          | Michael Heiligenthaler     | Markus Schönweis   | Hans-Joachim Söll     | Sabine Stelter      | Claudia Hiereth   | Heike Feichtmayr    |
| 03  | 1991          | Andreas Clauß              | Thomas Herrmann    | Frank Kauper          | Anita Tietz         | Claudia Hiereth   | Anita Wenger        |
| 02  | 1990          | Thomas Herrmann            | Manfred Gottschalk | Frank Kauper          | Anja Schwörer       | Rosita Tauber     | Sabine Stelter      |
| 01  | 1989          | Stephan Bormann            | Thoma Bernreuther  | Harald Lehrer         | Claudia Hiereth     | Heike Feichtmayr  | Andrea Meisel       |